# Derechos estudiantiles
Los derechos estudiantes  son los derechos como: los civiles, los constitucionales, los controlar  y los derechos de los  niños, los cuales regulan las libertades y derechos de los estudiantes, permitiéndole hacer el uso de los beneficios de la inversión educativa que cada uno de estos participantes hace. Los derechos que cada 3 horas se les brinda libertades para que ellos puedan gozar de derechos como: el derecho de expresión y de asociación, derecho de igualdad y autonomía, derecho a la seguridad y la privacidad, derecho a tener un trato digno y respeto entre el profesor y el alumno. Los estudiantes son individuos que asisten a centros educativos, universidades, y a otras instituciones educativas. El tema de los derechos estudiantiles no posee una posición relevante en los temas que se discuten alrededor del mundo. No obstante, Romania, posiciona este tema como algo fundamental para el país, ya que cuenta con una declaración de los derechos estudiantiles que puede ser consultado y entendido fácilmente por cualquier estudiante. La mayoría de los países, como Estados Unidos y Canadá, cuentan con una serie de documentos legales y precedentes judiciales en donde se toca el tema de los derechos estudiantiles, pero no tienen una declaración de derechos estudiantiles que los participantes puedan consultar de manera accesible. Ha habido algunas críticas sobre los derechos estudiantiles de los alumnos en Norteamérica, puesto que se dice que el progreso es mucho más lento que el progreso en Europa, debido a la falta de información accesible y porque el movimiento de gobierno estudiantil, fue sustituido por el movimiento   sindical estudiantil. Se dice que la seguridad  de los gobiernos estudiantiles implica que no  haya corruptos. 
según los artículos de los derechos y deberes de los alumnos. No, no es legal proponer más de un examen el mismo día. Se exige el tiempo de 24 horas entre cada uno de ellos n

## Canadá
Canadá, al igual que Estados Unidos, tiene una serie de leyes y precedentes judiciales que regulan la educación y otorgan derechos de los estudiantes. La Enciclopedia canadiense, brinda con mayor detalle los problemas que se presentan en la vida cotidiana de los habitantes y dentro del gobierno canadiense. En la Enciclopedia se constituye que "Básicamente existen dos tipos de derechos se destinan a los alumnos: el primero, los derechos individuales, los cuales están conformados por los derechos que los estudiantes tienen el privilegio de disfrutar y los derechos procesales, los cuales cuentan con los métodos para que los estudiantes reclaman sus derechos. Este artículo se preocupa por dar a conocer los derechos estudiantes tanto para los estudiantes que estudian en escuelas privadas como en escuelas públicas, puesto que si cualquier estudiante desea reclamar sus derechos estudiantiles, tendrán que utilizar la misma ley para ambos casos, ya sea estudiantes de escuelas privadas o públicas.
Canadá no cuenta con una Declaración de Derechos estudiantiles o documento equivalente. Si se decide crear una declaración de derechos para los estudiantes, es más probable que dicho documento sea llamado Carta de Derechos de los Estudiantes y de las Libertades. La Carta Canadiense de Derechos y Libertades es equivalente a la Carta de Derechos de los Estados Unidos.Los alumnos tienen derechos así como obligaciones las cuales tienen que respetar tanto nosotros sus derechos como ellos sus obligaciones al nosotros respetar algunos de esos derechos ellos respetan algunas de sus obligaciones ya que saben que al no respetar sus obligaciones se les aplicará una sanción

## Francia
Que hacer si las autoridades secundarias se niegan a la enseñanza de derechos humanos o educación sexual?

### Educación superior pública

#### Leyes y precedentes de la Corte sobre los derechos de privacidad del estudiante
- Derecho a la privacidad durante la educación superior

En el caso AlBaho Case, un tribunal penal francés encontró a tres profesores de la  École Supérieure de Physique et de Chimie Industrielles de la Ville de Paris (ICPSE), culpables de espionaje del correo electrónico en un estudiante graduado. El fallo dictaminó un importante precedente para castigar la falta de privacidad del correos electrónicos, pero también fue un fallo histórico en los derechos de los estudiantes, ya que este fue el primer incidente en el que se encontró culpable a un profesor por haber cometido el crimen de espionaje. El caso fue muy revelador porque los culpables declararon que la institución en donde trabajaban respaldaban estos tipos de actos de espionaje. Dicho caso, tomó gran relevancia porque impuso el derecho a la privacidad de cada estudiante.

## Estados Unidos
Los Estados Unidos aún no poseen de ninguna declaración de derechos para los estudiantes que se encuentran estudiando desde el kínder hasta la preparatoria o para los estudiantes que se encuentran estudiando una carrera o un posgrado. Mientras que los estudiantes cuentan con derechos debido a que se han establecido en la constitución, no existe ningún otro documento que se enfoque en redactar los derechos que cada estudiante posee, ni tampoco en donde se establezca la manera y el proceso que el estudiante debe de tomar para hacer contar sus derechos. Por esta razón, los estudiantes en los Estados Unidos deben basarse en los precedentes judiciales para saber lo que esperarán cuando se encuentren estudiando a nivel profesional. Debido a que estos derechos no se encuentran tan accesibles a los estudiantes, ellos deben de confiar en las instituciones para que éstas les ofrezca la información necesaria para estar consientes de sus derechos y cómo resguardarlos. Frecuentemente, las instituciones cuentan con documentos en donde se establecen los derechos y responsabilidades tanto de los estudiantes como de los empleados y cada vez más, las instituciones (principalmente instituciones de educación superior) han decidido en crear un proyecto de ley estableciendo los derechos que el estudiante posee dependiendo de la institución a la que pertenezca, si se encuentra en la aulas, en los dormitorios, en los centros de apoyo, etc. Como se ha venido explicando, aún no existe un documento que obligue a las instituciones educativas a establecer un escrito en donde se instituyan los derechos y obligaciones que cada alumno tiene al momento de pertenecer a una institución educativa.

### Escuelas Primarias y Secundarias
- Derechos constitucionales

En 1969 , los tribunales federales de Estados Unidos, en el distrito escolar de Tinker v. Des Moines Independent Community School District, dictaminó que, los estudiantes en ningún momento perderán sus derechos constitucionales aunque se encuentren en las aulas de la escuela.
- Derecho a la libre expresión

En el caso Morse v. Frederick el estudiante de 18 años, llamado Joseph Frederick, acusó a su escuela por haber violado su libertad de expresión al haberlo suspendido de la escuela. La institución dictaminó esta sentencia debido a que el estudiante había colgado una pancarta en donde decía "Bong Hits 4 Jesús." 
- Derechos a nivel estatal

Dentro de la Constitución de Estados Unidos se ha dictaminado las garantías y libertades que los estudiantes poseen, sin embargo, en algunas constituciones estatales se puede ver que existen más derechos para los estudiantes de escuelas públicas que los reconocidos por la Constitución de Estados Unidos. Por ejemplo, las Leyes Generales de Massachusetts en el capítulo 71 , sec. 82 decreta una mayor libertad para los estudiantes en el aspecto de la libre expresión. 
En Massachusetts, por ejemplo, los estudiantes que cursan desde el kínder hasta la preparatoria, tienen derecho a la libertad de expresión a través del lenguaje, los símbolos, la escritura, la edición y de tener grupos de reunión en la escuela. La legislación de las escuelas públicas secundarias han creado un dictamen en donde se instauran los "derechos de los estudiantes a la libertad de expresión; sus limitaciones; y definiciones. "   De igual forma este escrito dice que los estudiantes tienen "el derecho de expresarse en total libertad dentro de las aulas, siempre y cuando esta libertad de expresión no causar ninguna interrupción o desorden dentro de la escuela. La libertad de expresión debe incluir, sin limitación, los derechos y responsabilidades de los estudiantes, como en manera colectiva como de manera individual, (a) el alumno podrá expresar sus opiniones de manera oral o escrita, (b) el estudiante podrá escribir, publicar y difundir sus puntos de vista, (c) el alumno podrá reunirse pacíficamente en la propiedad escolar con el propósito de expresar sus opiniones. Cualquier asamblea planeado por los estudiantes durante las horas de clase, tendrán que ser aprobadas con anticipación por el director de la escuela.

### Educación superior pública
Los Estados Unidos aún no cuentan con un proyecto de ley nacional de los Derechos estudiantiles , y mientras los estudiantes ya cuentan con un amplio rango de derechos constitucionales y civiles , incluyendo los derechos del consumidor y del contrato, ni los estudiantes ni las instituciones saben cómo formar una ley en donde se encuentren redactados los derechos que cada estudiante posee. 
Es importante mencionar que las instituciones cuentan con la libertad de utilizar las leyes como más les convenga. Cuando las instituciones deciden dictaminar los derechos para los estudiantes, se tiende a que éstas solo satisfagan lo que se ha propuesto por el estado o la suprema corte, dicho en otras palabras, los derechos instaurado cubren intrínsecamente las necesidades básicas. Mayoría de las escuelas tienden a tener algunas normas que protejan la libertad de expresión, la igualdad y el debido proceso para los asuntos judiciales, etc. puesto que estos derechos ya se han establecido por la suprema corte de justicia. Mientras que las instituciones pueden proporcionar a los estudiantes con más derechos, hay poco incentivo para hacerlo.
Es probable que los estudiantes estén conscientes de que cuentan con derechos, sin embargo hasta que una ley concreta se establezca en todas las escuelas, causará que las instituciones tengan diferentes percepciones de los derechos estudiantiles. Como se ha venido mencionando aún no hay una declaración de derechos estudiantiles formales, es pero eso que organizaciones estudiantiles están trabajando para crear una declaración nacional de derechos estudiantiles en donde se propondrá la manera en la cual las instituciones tendrán que implementar y cumplir los derechos que se les ha dado a los estudiantes. Las organizaciones estudiantiles están revisando los precedentes judiciales para identificar los derechos que han sido parte fundamental en la vida de los estudiantes y así utilizarlos como base para el desarrollo de este proyecto de ley. Hasta que se apruebe un documento de este tipo , los estudiantes tendrán que presentar demandas citando los precedentes judiciales de otros estados. Los tribunales toman en consideración los precedentes impuestos por los estudiantes y a menudo los utilizan como base para sus decisiones. Este proceso es, sin embargo, costoso y consume mucho tiempo , y solo está disponible para aquellos que tienen los recursos para proseguir con el caso.
La mayoría de las instituciones educativas no están obligadas a proporcionar a los estudiantes una declaración o una ley en donde se encuentren sus derechos. Esto causa una gran incertidumbre e ignorancia entre los estudiantes, ya que hasta que ellos se dedican a investigar sus derechos, ellos sabrán con certitud los derechos que ellos tienen. Por tal motivo, estudiantes en todos los estados de los Estados Unidos, están trabajando a través de sus gobiernos y sindicatos estudiantiles para que se redacte y se apruebe estos proyectos de ley en los senados institucionales académicos. Ya que el costo para recibir una educación superior va en aumento, los estudiantes están más al pendiente de la calidad de educación, puesto que así podrán saber que están recibiendo una buena educación por el precio que están pagando.
Los estudiantes cuentan con ciertos derechos ya establecidos como la Ley para tener una educación superior y la Ley de Oportunidades para contar con una educación, también existen leyes que regulan una igualdad, un trato digno a los estudiantes con discapacidades, etc. En algunos estados los tribunales han determinado ya que se aplican a los estudiantes y han creado precedentes a los derechos de los estudiantes en sus estados. Los estudiantes de otros estados pueden utilizar estos precedentes y hacer los mismos argumentos en sus propios estados. Los jueces pueden y deben tomar esto en cuenta.

#### Las leyes y precedentes de la Corte respecto las normas institucionales
- Derecho a la protección de la toma de decisiones arbitrarias o inconstantes

Las instituciones cuentan con el derecho de seguir y promulgar sus propias reglas. of Health Sciences /Chicago Med. School, 1988). Si bien este caso toma parte en una escuela privada, ejemplo: el caso Healy v Larsson (1974), se declaró que lo que se aplica a las intuiciones particulares también se aplica a las instituciones públicas.
- Derecho a que las instituciones sigan sus propias leyes y reglas.

Las instituciones cuentan con el derecho de seguir y promulgar sus propias reglas. Documentos institucionales pueden verse vinculados con contratos que se fundamentan en la implicación- los hechos. Ejemplo Goodman VS.Presient and Trustees of Bowdin College (2001) se estableció que los documentos institucionales no podrán ser alterados aunque se presente algún cargo en contra.
- Derecho a la propaganda de boletines y circulares

Los estudiantes están protegidos de la información que se anuncia en los boletines o circulares.
- Derecho a la sumisión de las regulaciones

Los estudiantes están protegidos de la información que se publica en los reglamentos.
- Derecho a la sumisión de la información de los catálogos de cursos

Los estudiantes están protegidos a no acatar la información publicada en los catálogos de cursos.
- Derecho a la sumisión al código estudiantil

Los estudiantes cuentan con el derecho de no acatar la información establecida en los códigos estudiantiles.
- Derecho a la sumisión a los manuales

Los estudiantes cuentan con el derecho de no acatar la información publicada en los manuales.
- Derecho de cumplimiento de las promesas hechas por los asesores

El caso Healy VS.Larsson (1974) dictaminó que cuando un estudiante haya completado los requisitos prescritos por un asesor académico tiene el derecho de obtener un diploma académico en donde se verifique el cumplimiento de sus estudios.
- Derecho a un contrato continuo

En el caso Mississippi Medical Center v Hughes (2000) determinó que los estudiantes tienen un derecho implícito a un contrato continuo durante su período de inscripción. Asegura que los estudiantes tienen el derecho a graduarse, siempre y cuando cumplan con los requisitos que se comunicaron inicialmente. Cambios no establecidos son inaceptables. Degree requirement changes are unacceptable. En el caso Bruner v Petersen (1997) se estableció que las protecciones contractuales no aplican si el estudiante no ha cumplido con los requisitos, y será es removido del programa. El estudiante tiene la obligación de cumplir con los requisitos adicionales que lo acercarán al éxito. Esto también puede ayudar a evitar problemas de discriminación.
- Derecho a la notificación de cambios en los requisitos de la carrera universitaria

El caso de Bodry V Finch University of Health Science Chicago Medical school. (1988) determinó que los estudiantes tienen el derecho de recibir un aviso de cambios en los requisitos en la carrera.
- Derecho al cumplimiento de las promesas establecidas verbalmente

Contratos verbales también son obligatorios. La Corte de Apelaciones de Carolina del Norte declaró en el caso de Long v Universidad de Carolina del Norte en Wilmington (1995), debe de acatar los acuerdos verbales se ya que se hacen de forma oficial con el fin de que sea obligatoria(Bowden, 2007).De igual forma en el caso Dezick v Umpqua Community College (1979) demostró que un estudiante fue compensado debido a que las clases se le prometieron no fueron cumplidas.

#### Leyes y precedentes de la corte respecto a los derechos de los estudiantes en el aspecto académico
- Derecho a un cumplimiento asegurado de las promesas escritas y verbales hechas por los consejeros escolares

Los contratos verbales deben ser obligatorios. Estos deben de ser hechos de forma oficial, y obligatorios. En el caso Dezick VS.Umpqua Community College (1979) se presentó el caso de un estudiante que fue recompensado debido a que la clase que se había inscrito el profesor no se presentó para darla. También en el caso Healy VS.Larsson (1974) se exhibió la cuestión de un alumno, el cual había cumplido con todo los requerimientos necesarios que le había instaurado un consejero académico, sin embargo la carrera que le había prometido el consejero no era real. Un consejero académico debe contar con la información correcta para brindar un buen servicio a los estudiantes.
- Derecho a un contrato continuo que dure toda la carrera académica

El caso Mississippi Medical Center VS.Hughes(2000) determinó que el estudiante tiene el derecho a un contrato continuo que dure toda su carrera universitaria y estableciendo que el estudiante tiene el derecho de graduarse de la universidad siempre y cuando haya terminado las unidades y clases necesarias, las cuales fueron previamente establecidas. Cambios en los requerimientos de las carreras son inaceptables. Con el caso Bruner VS.Petersen (1997) se concluyó que el contrato no se aplicará en el caso de que un estudiante no cumpla con los requerimientos para graduarse, si sucediera esto el estudiante podrá ser readmitido al programa de estudios. Para volver entrar al programa, el estudiante tendrá que cumplir requerimientos adicionales para así tener éxito en su vida universitaria.
- Derecho a la notificación de cambios en los requisitos de la carrera universitaria

Se demostró en el caso Brody VS.Finch University of Health Sciences Chicago Medical School (1998) que el estudiante tiene el derecho de ser notificando cuando exista un cambio en los requisitos de su carrera (Kaplan & Lee, 2011). Si un estudiante se ausenta por un semestre o no se ha inscrito a una universidad durante mucho tiempo, ellos tienen el derecho de saber si se han cambiado los requerimientos de la carrera universitaria deseada.
- Derecho a la protección de la toma de decisiones arbitrarias o inconstantes

La toma de decisiones no debe ser arbitraria o inconstante / aleatoria y, por lo tanto, no interfiera con la justicia. Si bien este caso toma parte en una escuela privada, ejemplo: el caso Healy v Larsson (1974), se declaró que lo que se aplica a las intuiciones particulares también se aplica a las instituciones públicas.

#### Leyes y precedentes de la corte respecto a los derechos estudiantiles en inscripciones
- Derecho a información básica de la institución universitaria antes de inscribirse

En el 2008 la Ley de Oportunidad para una Educación Superior ( con sus siglas en inglés HOEA,2008) estableció que todas las escuelas universitarias proporciones a los estudiantes con información válida para que ellos puedan hacer decisiones más objetivas. Esta información debe de ser presentada en la página de internet del Departamento de Educación (con sus siglas en inglés DOE). Aquí los estudiantes podrán saber, los costos por semestre, los costos totales de la carrera, estadísticas con las siguientes categorías: sexo, habilidades, etnias,  los pasos para transferirse de universidades, los resultados de los exámenes del ACT/ SAT, los carreras ofrecidas en la universidad, inscripciones, reconocimientos. También las instituciones deben de proporcionar la información que los estudiantes necesitan para transferirse de un colegio a una universidad. 
- Derecho a ser protegido en caso de ser discriminado en el momento de inscribirse

En 1990 la ley llamada American With Disabilities Act (ADA)  y la Sección 504 de la propuesta Rehabilitation Act prohíben la discriminación durante las inscripciones académicas. Individuos que han sido pronosticados con una discapacidad tienen el derecho de ser tratados con respeto, igualdad y con comodidades razonables. La Corte Suprema ha declarado que todos los estudiantes deben de ser tratados con respeto e igualdad durante su procedimiento de inscripción.

#### Leyes y precedentes de la corte respecto a los derechos de los estudiantes en admisiones
- Derecho a la protección de discriminación de sexo en admisiones

El Título IX de la Enmienda a la Ley de Educación Superior de 1972 protege a todos los sexos de las indagaciones previas a la admisión en relación con el embarazo, el estado parental, la familia o el estado civil. Se puede observar que esta ley también protege contra este tipo de indagaciones en relación con las personas intersexuales, transexuales, transgénero o andróginas.
- Derecho a la protección contra la discriminación por capacidad en las admisiones

La Ley de Estadounidenses con Discapacidades (ADA) de 1990 y la Sección 504 de la Ley de Rehabilitación de 1973. Esto incluye la discriminación por capacidad en las admisiones. Las personas designadas con una discapacidad por un profesional médico, legalmente reconocidas con una discapacidad y consideradas de otra manera calificadas tienen derecho a un trato igualitario y a adaptaciones razonables tanto en las actividades educativas como en las relacionadas con el empleo. La Corte Suprema definió a las personas de otra manera calificadas como aquellas que pueden realizar las tareas requeridas a pesar de su discapacidad, en lugar de a excepción de ella.
- Derecho a la protección de discriminación racial en admisiones

Individuos no podrán ser discriminados por el color de su piel ni en las escuelas primarias, secundarias ni preparatorias,  ni en las universidades.
- Derecho a realizar una prueba de admisión

La protección de no ser discriminados en admisión instituyó que los estudiantes deben de recibir todas las acomodaciones necesarias para tener un procedimiento digno y no tener una prueba de admisiones injusta, también se debe de contar con acomodaciones para personas con deshabilitadas. Pruebas alternativas deben de ser ofrecidas. En donde no haya pruebas alternativas, las instituciones no son responsables de las ajustes.
- Derecho a la protección de discriminación de sexo en pruebas de admisiones

Pruebas que cuenten con una irregularidad de selección debido al género del estudiante no se tomará en consideración.
- Derecho a la protección de segregación racial en exámenes

El "Students Equality" estableció que los individuos no deben de ser tratados diferente por otros individuos o por los trabajadores de una institución. Los reglamentos aseguran que las faltas de discriminación son ilegales. En el caso United States VS.Fordice (1992), prohibió el uso de los resultados del examen ACT en Misisipi, debido a que existía un gran rango de diferencia entre los resultados de los exámenes de estudiantes con raza blanca que, con los estudiantes de raza negra, dichos resultados no fueron verificados correctamente.
- Derecho a que las instituciones sepan que la discriminación es ilegal

Si en el pasado se ha encontrado con casos de discriminación en instituciones escolares, es necesario que autoridades de la institución busquen alternativas para reparar y eliminar la discriminación.
- Derecho a la protección de discriminación entre compañeros

Todos los estudiantes tienen el derecho de ser tratado con igualdad y respeto, no se aceptará ninguna clase de discriminación entre poblaciones minoristas de estudiantes.
- Derecho a la protección de entrevistas subjetivas

No se aceptarán ninguna clase de segregación en admisiones que incluyan entrevistas prejuiciosas cuando existan estándares objetivos para todos los ingresados.
- Derecho a la protección de diferentes requerimientos al momento de exámenes

Los estudiantes están protegidos del uso de un nivel más bajo de examen de admisión.
- Derecho a la protección de requerimientos diferenciales en pruebas

Estudiantes están protegidos del uso de resultados bajos en el examen de admisión.
- Derecho de protección de cuotas de admisión que dependan de la demografía

Estudiantes están protegidos del uso de cuotas de admisión que dependan de la demografía. Esto podría ser un caso de obligación, puesto que en el caso Goodman VS.President and Trustees of Bowdoin College (2001), se ha impuesto que los documentos institucionales son contractuales sin importar su negación.

#### Leyes y precedentes de la corte respecto a los derechos de los estudiantes en readmisiones
- Derecho a la igualdad en readmisiones

Las instituciones deben de tener cuidado con las readmisiones cuando el estudiante no ha cumplido con los requerimientos necesarios del programa. Las readmisiones hacen cuestionarse por qué el estudiante fue removido del programa en primer lugar y cuáles serán las condiciones para que el interesado sea readmitido. En ninguno de los casos se podrán presentar demostraciones de discriminación. Si el estudiante toma la decisión de abandonar la institución voluntariamente, la universidad tendrá el derecho de establecer una razón para no readmitir al estudiante a la escuela.

#### Leyes y precedentes de la cote respecto a los derechos de los estudiantes en las aulas
- Derecho a la obediencia al syllabus de la clase

Los estudiantes deben de obedecer el reglamento impuesto en el salón de clase. Esto podría ser un caso de obligación, puesto que en el caso Goodman VS.President and Trustees of Bowdoin College (2001) ha impuesto que los documentos institucionales son contractuales sin importar su negación.
- Derecho a la obediencia del contenido del curso

Estudiantes tienen el derecho de recibir toda la información que forma parte del contenido del curso. Las instituciones tienen el derecho de hacer que los profesores cubran el material deseado por la escuela. Y los estudiantes y los trabajadores de la escuela deben de seguir lo establecido en el syllabus del curso.
- Derecho a publicar el nivel de los cursos dados en la universidad

Los estudiantes pueden esperar que la enseñanza estará al nivel anunciado por la universidad.  En el caso Andre vs. Peace University (1994) awarded cedió la indemnización debido a la mala representación negligente e incumplimiento del contrato.
- Derecho a la atención de los objetivos del curso

maestros deben prestar atención razonable a todas las asignaturas indicadas.
- Derecho al contenido anunciaban cubierto con la suficiente profundidad

Los estudiantes tienen el derecho de tener todo el contenido anunciado por las instituciones con una claridad profunda.
- Derecho a la uniformidad a través de las clases

En el caso Scallet Vs. Rosenblum (1996) se dictaminó que habrá un estricto control sobre el plan de estudios para garantizar la uniformidad a través de las clases.
- Derecho a ser calificado de acuerdo con el programa del curso

Los estudiantes deben ser clasificadas de manera justa y de acuerdo con los criterios establecidos por los programas de curso. Además están protegidos de nuevos criterios de clasificación. Las instituciones tienen la responsabilidad de preservar los criterios de calificación, que los modos de calificar sean justos y válidos para todos los estudiantes. Los maestros tienen el derecho, en virtud de la primera enmienda, de comunicar sus opiniones con respecto a las calificaciones del estudiante, pero las instituciones deben cumplir con los derechos implicados de calificar de manera justa. Los departamentos pueden cambiar las calificaciones emitidas por los profesores que no están en línea con las políticas que califican o son injustas o poco razonables.
- Derecho a aprender

Los estudiantes tienen el derecho de aprender. Los maestros no tienen rienda suelta en el aula. Las acciones deben de estar dentro de los requisitos departamentales, los cuales aseguran que los estudiantes tenga una atmósfera apropiada para aprender. En el caso Sweezy v New Hampshire ( 1957 ) se dictaminó que los maestros tienen derecho a enseñar. Ellos no tienen la libertad de cátedra en la ley. Las reglas de la libertad académica son impuestas por la institución.
- Derecho a la protección contra el mal uso del tiempo

Los estudiantes pueden esperar la protección del mal uso del tiempo; los maestros no pueden perder el tiempo del estudiante o utilizar la clase como un público sumiso ni dar lecciones que no están relacionadas con el curso. En el caso Riggin v Bd. of Trustees of Ball St. Universtiy, se declaró que los instructores no pueden "perder el tiempo de los estudiantes que han llegado allí y pagan dinero para un propósito diferente." 
- Derecho a una enseñanza eficaz

Los estudiantes pueden esperar una enseñanza eficaz incluso si se requiere la participación departamental en la enseñanza y el desarrollo del currículo.
- Derecho a la protección contra el abuso verbal o escrito

Los maestros tienen el derecho a la expresión regulada pero no pueden usar sus privilegios de la primera enmienda con fines correctivos ni discriminatorios o de una manera que los estudiantes aprendan por ridiculizar, el proselitismo, el acoso o el uso de la clasificación injusta de prácticas.
- Derecho a la protección contra la discriminación en la capacidad de aprendizaje.

El Americans with Disabilities Act y la Sección 504 del Acta de Rehabilitación de 1973 prohíben la discriminación en las aulas. El Act This establece que la discriminación debe de ser eliminada y que se tiene que mantener el derecho a la igualdad tanto en aspectos educativos como en el laboral.
- Derecho a las comodidades en el salón de clases

Los estudiantes con discapacidad tienen derecho a la tener comodidades en el salón de clases igual que el resto de sus compañeros y así realizar sus objetivos de terminar una carrera.
- •	Derecho a la protección de las políticas de segregación racial en los exámenes

La igualdad entre estudiantes implica que los individuos no pueden ser tratados de manera diferente por las personas ni por ninguna institución. Por lo tanto, las políticas que discriminan sistemáticamente son ilegales de acuerdo con la constitución. En el caso United States VS.Fordice (1992), prohibió el uso de los resultados del examen ACT en Misisipi, debido a que existía un gran rango de diferencia entre los resultados de los exámenes de estudiantes con raza blanca que, con los estudiantes de raza negra, dichos resultados no fueron verificados correctamente.

#### Leyes y precedentes de la Corte sobre los derechos de grupos de alumnos
- Derecho a la igualdad en la prestación de actividades estudiantiles

Las instituciones tienen la obligación de ofrecer igualdad de oportunidades en atletismo, grupos y clubes. Esto incluye la igualdad de la concordancia de intereses y habilidades para ambos sexos, el suministro de equipo y horarios para actividades tales como juegos y prácticas, viajes con el equipo y la facilidad de estadía para los estudiantes. Incluye también una igualdad de uso de las instalaciones tales como: los vestidores, servicio médico, servicios de tutela, coaching y la publicidad. Para asegurar que existan las mismas oportunidades para las mujeres, las instituciones tienen la responsabilidad de cumplir con el Título IX en una de tres maneras. Deben proporcionar oportunidades atléticas antes de la inscripción, demuestren que se están expandiendo continuamente oportunidades para el sexo menos representado o acomoden los intereses y habilidades del sexo menos representado.
- Derecho a la anunciación de los planes de atletismo y gastos

La Ley de Oportunidades para una Educación Superior de 2008 también requiere la revelación de información de los atletas, el número de equipos y las estadísticas del equipo, incluyendo el número de jugadores, los gastos de operación por equipo, contratación , los salarios de los entrenadores, la ayuda a los equipos y deportistas y los ingresos del equipo ( HEOA, 2008 ). Esta información es necesaria para garantizar que se cumplan las normas de igualdad.

#### Las leyes y precedentes de la Corte en las residencias estudiantiles o en los dormitorios
- Derecho a recibir visitas en los dormitorios

En el caso Good Vs. Associated Students University of Washington (1975) se decretó que los estudiantes tienen el derecho a recibir visitas en sus dormitorios.
- Derecho a la igualdad de sexo en las condiciones de vivienda

Los estudiantes tienen derecho a una vivienda de la misma calidad y el costo y políticas de igualdad de vivienda.
- Derecho a la protección contra la segregación de género en la residencia

Hasta la década de los noventa la segregación de género era permitido siempre y cuando la institución racional determinara motivos justos. Este precedente se invirtió oficialmente, después de que la Corte Suprema de Justicia en Estados Unidos contra el caso de Commonwealth de Virginia ( 1992 ), encontró que una mujer por error admitido a la universidad militar de los hombres tenía derecho a permanecer inscrita.
- Derecho a la vivienda para personas con discapacidades

Los estudiantes con discapacidad también tienen derecho a la igualdad de los dormitorios que sean de calidad y con las comodidades necesarias. La Ley de Rehabilitación en la Sección 50 de 1973 y el caso Kaplan & Lee, 2011 finiquitan que las acomodaciones en las viviendas son gratuitas parar todos los estudiantes, incluso si el estudiante tiene los medios financieros para pagar por ellos.
- Derecho a la protección contra la discriminación por edad en la residencia

Los estudiantes tienen derecho a la igualdad de trato en materia de vivienda, independientemente la edad que tengan, a menos que haya un objetivo estrechamente definido que requiere tratamiento y la política de neutralización se aplique. En el caso Prostrollo Vs. Universidad de Dakota del Sur ( 1974 ), concluyó las instituciones pueden requerir que todos los estudiantes de nuevo ingreso y de segundo año vivan en los dormitorios del campus Y no discrimine entre grupos de edad.
- Derecho a la protección de la incautación e inspección del dormitorio

En el caso Piazzola Vs. Watkins ( 1971 ), se indicó que los estudiantes no pueden renunciar a la inspección de dormitorio. Existe una posibilidad de que los dormitorios sean inspeccionados de manera aleatoria.
- Derecho a un mandato claramente definido en donde se establezca la incautación e inspección de los dormitorios.

El personal de la universidad podrán entrar a las habitaciones en caso de emergencias o si tienen pruebas de actividades ilegales o una amenaza para el entorno educativo. Estos dos términos deben estar claramente estipulada con anticipación. De lo contrario, las instituciones deberán tener, un permiso legal para entrar.Cuando los dormitorios son registrados de manera legal, las autoridades cuentan con permisos legales, los estudiantes no están protegidos contra los daños de propiedad, contraídos en el proceso de búsqueda o acción tomada cuando la evidencia está a la vista.
- Derecho a la protección contra la búsqueda ilegal por parte de la policía y la incautación

Las pruebas encontradas en los dormitorios de estudiantes por empleados no se puede utilizados en un tribunal. Las instituciones no pueden permitir a la policía para llevar a cabo una búsqueda sin una orden de saqueo. Los estudiantes no pueden ser castigados por negarse una inspección por parte de las autoridades del campus o de la policía. Cuando los estudiantes permiten que las autoridades de la institución inspeccione, las evidencias encontradas en las habitaciones pueden ser utilizadas en contra de los estudiantes.

#### Las leyes y precedentes de la Corte sobre los derechos de privacidad del estudiante
- Derecho a la intimidad en la educación superior

El caso Griswald Vs. Connecticut ( 1965 ) se señaló que en la tercera, cuarta y décima quinta enmienda se constituyen un derecho inalienable a la privacidad. Los estudiantes cuentan con los mismos derechos a la privacidad extendidos a la comunidad en general.
- Derecho a la intimidad de los expedientes de los estudiantes

La Ley de los Derechos de la Familia y Privacidad de 1971[122]  y la Ley de Oportunidades para una Educación Superior de 2008 ambas protegen la información de los estudiantes. Los estudiantes tienen el derecho de acceder a sus registros, negar el mantenimiento de registros y un control limitado sobre la entrega de documentos a terceros.
- Derecho a aprobar la liberación de información de los estudiantes

FRPA y la HOEA requieren que los estudiantes firmen un comunicado antes de que se proporcionen sus registros estudiantiles para terceros (por ejemplo: a los padres y empleados). Esta legislación no permite que las escuelas divulgan la información sin el consentimiento del estudiante. La información del estudiante podrá ser utilizada con el propósito de una auditoría institucional, una evaluación o estudio, para la ayuda estudiantil , la acreditación institucional, el cumplimiento de cuestiones legales o funcionarios del sistema de justicia juvenil o con el fin de cumplir con leyes que exigen la identificación de los delincuentes sexuales en la escuela. Las instituciones también pueden revelar información a los tutores del estudiante, si el estudiante es declarado dependiente para propósitos de la declaración de impuestos (FERPA).
- Derecho a la notificación de las divulgaciones de información

Bajo FERPA, las escuelas pueden publicar la información del directorio, incluyendo el nombre del estudiante, dirección, número de teléfono, fecha de nacimiento, lugar de nacimiento, premios, fechas de asistencia o el número de identificación del estudiante, a menos de que los estudiantes piden a la escuela que esa información no sea relevada. La institución debe informar a los estudiantes que tienen estos derechos.
- Derecho a utilizar seudónimos en los foros públicos de internet

Las personas pueden utilizar seudónimos en línea y no están obligados a identificarse (Kaplan & Lee, 2011).
- Durante las pruebas de Random National Collegiate Athletic Association  (NCAA) se llevarán a cabo análisis de orina de manera legal para proteger la salud del atleta y así eliminar el abuso de drogas en el deporte.

#### Las leyes y precedentes de la Corte sobre los derechos de información de los estudiantes
- Derecho a información básica de la institución universitaria antes de inscribirse

En el 2008 la Ley de Oportunidad para una Educación Superior ( con sus siglas en inglés HOEA,2008) estableció que todas las escuelas universitarias proporciones a los estudiantes con información válida para que ellos puedan hacer decisiones más objetivas. Esta información debe de ser presentada en la página de internet del Departamento de Educación (con sus siglas en inglés DOE). Aquí los estudiantes podrán saber, los costos por semestre, los costos totales de la carrera, estadísticas con las siguientes categorías: sexo, habilidades, etnias,  los pasos para transferirse de universidades, los resultados de los exámenes del ACT/ SAT, los carreras ofrecidas en la universidad, inscripciones, reconocimientos. También las instituciones deben de proporcionar la información que los estudiantes necesitan para transferirse de un colegio a una universidad. 
- Derecho a la divulgación de información de ayuda financiera

El HOEA estableció que las instituciones de educación superior, deben revelar información sobre ayuda financiera, que esencialmente de publicidad al programa de ayuda financiera, la información de los préstamos con garantía federal o subsidios y préstamos privados. Las escuelas están obligadas a procesar cualquier préstamo elegido por los estudiantes.
- Derecho a la información sobre el costo total de la carrera

De acuerdo con el HOEA de 2008, indica que las revelaciones de información de ayuda financiera deben incluir la ayuda financiera promedio otorgada por persona, el costo de la matrícula, cuotas, alojamiento, comida, libros, suministros y transporte.
- Derecho a la información sobre el costo total de la devolución del préstamo

De acuerdo con el HOEA de 2008, se concluyó que es necesaria la revelación de información de ayuda financiera.
- Derecho a la información detallada de préstamos estudiantiles federales

Las indicaciones de los préstamos incluir los detalles del prestamista, la cantidad total del préstamo, los honorarios, tasas de interés, datos de interés, límites de endeudamiento, el saldo acumulado, el pago estimado, la frecuencia, la fecha de inicio, mínimo y el máximo de los pagos, el perdón, la consolidación y sanciones.
- Derecho a la terminología de las normas en los formularios de ayuda financiera

También se requiere que las instituciones utilicen la terminología financiera estándar y una difusión de información normalizada sobre ayuda financiera, formas, procedimientos, seguridad de datos y bases de datos en búsqueda de ayuda económica para asegurar que los estudiantes puedan comprender fácilmente sus derechos y obligaciones contractuales. Los formularios deben ser claros y concisos, de fácil lectura y con acceso para estudiantes discapacitados.
- Derecho a la información detallada de préstamos estudiantiles federales a terceros

La HOEA ( 2008 ) requiere información detallada de préstamos estudiantiles federales a terceros, en la cual se pueda encontrar tasas fijas y variables, ajustes los límites de préstamos, los requisitos, los préstamos máximos, tasas de interés, los montos, el devengo de intereses, necesidades totales de amortización estimado, máximo mensual de pago y opciones de aplazamiento.
- Derecho a la información sobre el uso de tasas de inscripciónVan

En el caso Van Stry Vs. State ( 1984 ) se dictaminó que las tasas de inscripción de los estudiantes no podrán ser usadas por la institución para apoyar a organizaciones fuera de la universidad. Los docentes tienen el derecho de negarse a pagar cuotas sindicales cuando se asignan a fines políticos discutibles. Esto implica que los estudiantes tienen el derecho a saber cuáles son las actividades que se están asignados.
- Derecho a la anunciación de los planes de atletismo y sus gastos

La Ley de Oportunidades de Educación Superior de 2008 exige la revelación de información de los atletas incluyendo la matrícula de los atletas, el número de equipos y estadísticas del equipo , incluyendo el número de jugadores, los gastos de operación del equipo, la contratación, los salarios de los entrenadores y los ingresos del equipo (HEOA, 2008). Esta información es necesaria para garantizar que se cumplan las normas de igualdad. Esto asegura que las instituciones están cumpliendo el Título IX de la Ley de Educación Superior de 1972, las cuales son enmiendas que limita la discriminación sexual y exige a las entidades a ofrecer igualdad en los deportes y clubs estudiantiles.
- Existen más derechos que tienen información implícita. Si legislación establece que los estudiantes tienen derecho a determinada información en las revelaciones de préstamos, esto implica que ellos también tienen derecho a tener una revelación de préstamos pre-elegibles.
- Derecho a la información sobre la justificación de las políticas

Encontraron en el caso Rosenberger v. Rector and Visitors of the University of Virginia (1995) cuotas de estudiantes debían ser asignados de manera neutral. Ellos no pueden estar basadas en puntos de vista religiosos, políticos ni personales ((Henderickson; Good v. Associated Students University of Washington). También se instauró que los estudiantes no pueden recibir un castigo. Esto sugiere que los estudiantes tienen derecho a la justificación política para saber si se está utilizando el punto de vista neutral.
- Derecho a la información sobre los objetivos y contenidos del curso

Los estudiantes pueden esperar la protección del mal uso del tiempo; los maestros no pueden perder el tiempo del estudiante o utilizar la clase como un público sumiso ni dar lecciones que no están relacionadas con el curso. En el caso Riggin v Bd. of Trustees of Ball St. Universtiy, se declaró que los instructores no pueden "perder el tiempo de los estudiantes que han llegado allí y pagan dinero para un propósito diferente."
- Derecho a ser calificado de acuerdo con el programa del curso

Los estudiantes deben ser clasificadas de manera justa y de acuerdo con los criterios establecidos por los programas de curso. Además están protegidos de nuevos criterios de clasificación. Las instituciones tienen la responsabilidad de preservar los criterios de calificación, que los modos de calificar sean justos y válidos para todos los estudiantes.

#### Leyes y precedentes de la Corte sobre los derechos de los estudiantes en la disciplina y el despido
- Derecho a la protección contra la discriminación habilidad en la disciplina y el despido

El 1990 Americans with Disabilities Act y la Sección 504 del Acta de Rehabilitación de 1973 protegen a los estudiantes contra la discriminación basada en su capacidad
- Derecho al debido proceso en una acción disciplinaria

En el caso Froster Vs. Board of Trustees of Butler County Community College (1991) encontraron que los estudiantes no tienen derecho cuando la solicitud de admisión ha sido rechazada puesto que aún no son estudiantes.
- Derecho al debido proceso en forma integrada con el potencial de dar lugar a una pérdida monetaria

Se requiere el debido proceso cuando las acciones tienen el potencial de una pérdida económica o pérdida de ingreso, etc. Esto incluye la revocación o el despido. Los estudiantes tienen un interés en permanecer en la institución y que la eliminación indebida forma de protección.
- Derecho al debido proceso en forma integrada con la posibilidad de una pérdida de la libertad

Los estudiantes también tienen derecho a la libertad de protegerse de la difamación de carácter o una amenaza a su reputación. Los tribunales federales de distrito han concluido en que se requiere el debido proceso en los casos de acusaciones de plagio, el engaño y la falsificación de los datos de la investigación.
- Right to a clear notice of charges in the disciplinary process

In disciplinary measures students are entitled to the provision of a definite charge.
- Derecho a recibir una notificación oportuna de los cargos en el proceso disciplinario

Los estudiantes tienen derecho a un pronto aviso de los cargos por ejemplo:.10 días antes de la audiencia.
- El derecho a una audiencia ante un juez

En los casos de expulsión, el estudiante tiene derecho a juicio con un juez.
- Derecho a inspeccionar todos los documentos en las audiencias disciplinarias

Los estudiantes pueden inspeccionar los documentos considerados por los funcionarios institucionales en las audiencias disciplinarias.
- Derecho a ser testigo en las audiencias disciplinarias

Los estudiantes pueden ser testigos y contar su historia durante las audiencias disciplinarias.
- Derecho a la decisión imparcial en una audiencia disciplinaria

Los estudiantes pueden esperar sentencias en audiencias disciplinarias que se basan únicamente en la evidencia presentada en la audiencia
- Derecho a una declaración por escrito de los resultados de las audiencias disciplinarias

Los estudiantes pueden esperar recibir un informe escrito de los resultados de las audiencias disciplinarias que muestren las decisiones y las evidencias. Students are also entitled to a hearing before a person or committee not involved in the dispute.
- Derecho a la justicia en las audiencias disciplinarias

En el caso de Board of Curators of the University of Missouri et al. v. Horowitz (1978) se encontró que debe de existir justicia en las decisiones a) no puede ser arbitraria o inconstante , b ) debe proporcionar la igualdad de trato en relación con el sexo , la religión o la apariencia personal, etc. y c ) debe ser determinada en una cuidadosa y deliberada manera.
- El derecho a una audiencia ante la disciplina

Las audiencias deben llevarse a cabo antes de la suspensión o un acto de disciplina, al menos que exista una amenaza de peligro, daño a la propiedad o la interrupción académica.
- Derecho a la acción en consonancia con los resultados de consulta

En el caso Texas Lightsey v King ( 1983 ) [143]  se determinó que el debido proceso exige que los resultados de la investigación se tomarán en serio. Un estudiante no puede, por ejemplo, ser expulsado por hacer trampa después de que una audiencia lo haya encontrado no culpable.
- Derecho a la investigación y la consideración de las circunstancias

La American Bar Association ( ABA) encontró que una audiencia justa e imparcial también impide el uso de políticas de tolerancia, las cuales ignoran las circunstancias que rodean una acción. Una persona que comete un delito, puesto que cree que está en peligro, no se hace responsable de la misma manera como un individuo que lleva a cabo el mismo delito por el interés propio.
- Derecho a una proceso en materia penal

Los estudiantes acusados de actos criminales, incluyendo posesión de drogas, plagio, hacer trampa y falsificación de los datos de la investigación o de fraude , pueden tener mayores derechos debido al proceso.
- Derecho a interrogar en materia penal

Los estudiantes acusados de actos criminales pueden interrogar a los testigos counsel.
- El derecho a un juicio público en materia penal

Los estudiantes acusados de actos criminales pueden tener un juicio público para asegurarse de que se lleva a cabo de manera justa. counsel.
- Derecho a una prueba razonable en el proceso de materia penal

En las audiencias no penales en el ámbito educativo, las escuelas pueden usar pruebas estándar, pero en materia penal , deben tener pruebas claras y convincentes.
.
- Derecho a asistencia en asuntos penales. Los estudiantes acusados de actos delictivos puede tener un abogado presente. Esto no quiere decir que la institución tiene que pagar por ello, pero que puede estar presente.[8][109]
- Derecho a un proceso de apelación más alto en materia penal

Los estudiantes acusados de actos criminales deben tener acceso a un proceso de apelación más alto.
- El derecho a representación legal durante el procedimiento disciplinario

Se propone que la Ley de Igualdad de Estudiantes y Administración de la legislación en la Asamblea General de Carolina del Norte ( Proyecto de Ley 843) permita a cualquier estudiante o organización estudiantil que está acusado de una violación de conducta en una universidad estatal de Carolina del Norte, el derecho a ser representado por un abogado en cualquier etapa del proceso disciplinario en relación con la imputación de una falta.

#### Leyes y precedentes de la corte sobre los derechos de los estuidantes y la policía del campus
- Derecho a la protección frente a la búsqueda e incautación injustificada

Los estudiantes están protegidos de búsquedas injustificadas. La cuarta y decimocuarta enmiendas protegen al estudiante de una búsqueda sin orden judicial. Las personas cuentan con el derecho a estar "seguro en sus persona, domicilio, papeles y efectos." Búsqueda e incautación derechos no se aplican a los automóviles.
- Derecho a la detención por agentes de policía

Las personas están protegidas de ser detenido por la policía del campus sin una orden de arresto legal.
- Derecho a la protección contra el arresto

Los estudiantes están protegidos del arresto por la policía del campus como los individuos están protegidos fuera del entorno educativo.
- Derecho a la protección frente la búsqueda del dormitorio e inspección

En el caso Piazzola v Watkins ( 1971 ), se dictaminó que los estudiantes no están obligados a renunciar al derecho de búsqueda e inspección del dormitorio. La inspección de los dormitorios de manera aleatoria son impredecibles.
- Derecho a un mandato claramente definido en donde se establezca la incautación e inspección de los dormitorios

El personal de la universidad podrán entrar a las habitaciones en caso de emergencias o si tienen pruebas de actividades ilegales o una amenaza para el entorno educativo. Estos dos términos deben estar claramente estipulada con anticipación. De lo contrario, las instituciones deberán tener, un permiso legal para entrar. Cuando los dormitorios son registrados de manera legal, las autoridades cuentan con permisos legales , los estudiantes no están protegidos contra los daños de propiedad, contraídos en el proceso de búsqueda o acción tomada cuando la evidencia está a la vista.
- Derecho a la protección contra la búsqueda ilegal por parte de la policía y la incautación

Las pruebas encontradas en los dormitorios de estudiantes por empleados no se puede utilizados en un tribunal. Las instituciones no pueden permitir a la policía para llevar a cabo una búsqueda sin una orden de saqueo. Los estudiantes no pueden ser castigados por negarse una inspección por parte de las autoridades del campus o de la policía. Cuando los estudiantes permiten que las autoridades de la institución inspeccione, las evidencias encontradas en las habitaciones pueden ser utilizadas en contra de los estudiantes.

#### Las leyes y precedentes de la Corte sobre los derechos de seguridad estudiantil
- Derecho a la protección contra lesiones en el campus

Varios tribunales estatales también han encontrado que las instituciones tienen la responsabilidad de prevenir o hacer un esfuerzo para limitar lesiones en el campus
- Derecho a la protección contra lesiones en centros bajo la jurisdicción del campus

En el caso Knoll Vs. Board of Regents of the University of Nebraska(1999) se concluyó que las instituciones son responsables de garantizar la seguridad de las instalaciones que están ya sea bajo la jurisdicción institucional o de supervisión. Las instituciones son, por lo tanto, responsable de los dormitorios y fraternidades pertenecientes institucionalmente ya sea en el campus o fuera del campus. Al asumir un papel regulador la institución, también asume esta responsabilidad. Otro tribunal estatal encontró que cuando los estudiantes no están autorizados legalmente de estar en propiedad institucional o en edificios institucionales después de horas permitidas. Cuando las instituciones voluntariamente asumen total responsabilidad.
- Derecho a la protección contra crímenes en el campus

Los estudiantes deben estar a salvo de la delincuencia visible sobre todo en vista de las autoridades del campus. Instituciones están obligadas a tomar las precauciones de seguridad necesarias, incluyendo el monitoreo de personal no autorizadas en los dormitorios, monitoreo del personal no autorizado cuando representen una amenaza para la seguridad. Por último la institución debe de garantizar la seguridad suprema en sus instalaciones
- Derecho a la protección contra el daño causado por otros estudiantes

Los estudiantes merecen la protección de otros estudiantes. Las instituciones deben de mantener una supervisión en: Clubes, hermandades , fraternidades y equipos. Esto, por ejemplo , incluye la protección contra las novatadas de las fraternidad aunque las fraternidades no sean propiedad institucional. La institución también tiene la responsabilidad de informarse sobre los riesgos de seguridad existentes en los programas regulados institucionalmente ( Blanco, 2007).

#### Leyes y precedentes de la Corte sobre los derechos constitucionales de los estudiantes
Los estudiantes tienen el derecho a las libertades constitucionales y protecciones en instituciones de educación superior. Antes de la década de 1960 las instituciones de educación superior no tenían que respetar los derechos constitucionales de los estudiantes, pero podrían actuar como un padre en el interés del estudiante (Nancy Thomas, 1991 ) . En 1960 el caso Shelton v Turner se dictaminó "la protección vigilante de las libertades constitucionales en la comunidad de las escuelas americanas" y en 1961, en el caso Dixon Vs. Alabama, se encontró que los estudiantes no estaban obligados a renunciar, como condición para ser admitidos, a sus derechos y protecciones constitucionales.

##### Libertad de Expresión y Asociación de Derechos
- Derecho a la libertad de expresión y de asociación

Los estudiantes pueden sus derechos de la Primera Enmienda en las instituciones de educación superior. En el caso Papish Vs. Board of Curators of the Univ. of Missouri (1973) y Joyner Vs. Whiting ( 1973 ) decidieron que los estudiantes pueden expresarse libremente, siempre y cuando no interfiera con los derechos de otros o de la operación de la escuela. Debido a que las escuelas son lugares de educación que pueden regular la intervención de tiempo, modo y lugar, deben de ser zonas de libre expresión para los estudiantes. as long as they are not used to limit expression.
- Derecho a la expresión religiosa y no aceptada libre

La primera enmienda protege, la libre expresión. En el caso Texas Vs. Johnson (1989) encontró que "si hay un principio fundamental que subyace a la primera enmienda, que es que el gobierno no puede prohibir la expresión de una idea simplemente porque la sociedad la encontrara ofensiva o desagradable. La primera enmienda no reconoce excepciones de intolerancia, el racismo ni la intolerancia religiosa o las ideas o asuntos que algunos pueden considerar trivial, vulgar o profano."
- Derecho a la expresión a través de la ropa

Trajes, brazaletes, editoriales de periódicos y manifestaciones han sido encontrados como formas legales de libertad de expresión.
- Derecho a la libertad de expresión en los foros públicos

La primera enmienda cubre las comunicaciones por Internet. En los foros designados por la institución, los estudiantes pueden expresarse sin regulación. Online Policy Group v. Diebold, Inc., 2004 Regulation may take place to prevent illegal activities.

##### Derecho a la igualdad
- Derecho a la protección de discriminación de sexo en admisiones

En la Enmienda de la Ley una Educación Superior, en el título IX protege a todos los sexos sin importar, el estatus familiar o conyugal o si se encuentra embarazada. Este ley también protege a las personas transexuales, intersexuales o transgéneros.
- Derecho a la igualdad entre los estudiantes en momento de realizar actividades estudiantiles

La instituciones tienen la obligación de proporcionar las mismas oportunidades para todos los estudiantes en las áreas de atletismo, bandas y clubes. Esto incluye una igualdad en las acomodidades en los intereses y habilidades de todos los estudiantes, incluyendo la facilidad de tener un casillero, servicio médico, coaching y ayuda por parte de los profesores. Para segurar que las mujeres contarán con las mismas oportunidades, las instituciones son responsables de ofrecerles oportunidades atléticas al momento de inscribirse a la universidad, y darles la oportunidad de desmostrar sus talentos y habilidades en cualquier actividad escholar.
- Derecho a la protección de discriminación or parte de la institución

En el Acta de Americans With Disabilities (ADA) y la sección 504 del Acta de Rehabilitación, prohibits ability discrimination in higher education. Cuentan con el mismo derecho de un trato de igualdad en los aspectos académicos como el laboral.
- Derecho a la protección de discriminación racial en admisiones

Individuos no podrán ser discriminados por el color de su piel ni en las escuelas primarias, secundarias ni preparatorias,  ni en las universidades.
- Derecho a la protección de discriminación basado en la nacional del estudiante

Los individuos tienen el derecho a ser tratados con respeto e igualdad no importando la nacionalidad del estudiante, mientras sean ciudadanos o residentes de Estados Unidos. La Reforma migratoria de 1986 prohibió la discriminación sobre la base de la ciudadanía de la persona. Instituciones deben de aceptar en sus instalaciones a estudiantes que no sean ni residentes ni ciudadanos del país. .
- Derecho a la protección de discriminación de edad.

Discriminación debido a la edad está prohibido por la Acte de Discriminación de edad de 1975. This act builds on the 1967 Age Discrimination in Employment Act. Esta acta brinda la protección y el derecho a tener el mismo trato para los estudiantes y no dependa de la edad que tienen.
- Derecho a tener un tratado justo en los grupos estudiantiles.

En el caso Gay Activists Alliance v. Board of Regents of University of Oklahoma (1981) se dictaminó que los grupos estudiantiles deben de proporcionar una atmósfera de equidad para todos los estudiantes.

##### Derechos de autonomía (Enmienda 26)
- Derecho a la autonomía personal

En el caso Healey Vs. James (1972) encontraron que los estudiantes tienen el derecho a la libre determinación. "Los estudiantes bajo la Enmienda 26, son elegibles a votar cuando cumplan los 18 años de edad. Sus intereses y preocupaciones son a menudo muy diferentes a los de la facultad. A menudo tienen valores, las ideas e ideologías que son contrarias a las que tiene la universidad Bradshaw v. Rawlings (1979),

#### Derechos y precedentes sobre la Corte sobre los derechos que tiene el estudiante en el trabajo
- Derecho a la protección contra la discriminación sexual en el lugar de trabajo

Los estudiantes están protegidos contra la discriminación por razón de sexo en cualquier programa o actividad que reciba fondos federales, excepto en aspectos militares, fraternidades o hermandades. Existen protecciones para el empleo público como el empleo privado. Todas las oportunidades de empleo deben estar basados en el mérito.
- Derecho a la igualdad de paga para ambos sexos.

Todos los sexos tienen el derecho a un mismo salario. Esto incluiría el empleo de estudiantes. Esto puede sugerir que las personas transexuales también tienen derecho a la igualdad de paga en el lugar de trabajo.
- Derecho a la protección a la renuncia de mujeres embarazadas en el lugar de trabajo.

Las mujeres no tienen que permiso de embarazo antes del nacimiento. Existe el derecho a la licencia por parte de un médico para seguir trabajando.
- Derecho a la protección contra el acoso sexual en el lugar de trabajo

El acoso sexual está prohibido tanto en entornos educativos como en el lugar de trabajo se aplica también a los dos opuesto o del mismo sexo el acoso entre empleados. 
- Derecho a la protección activa contra el acoso sexual en el lugar de trabajo

El Departamento de Educación y la Oficina de Derechos Civiles contra el Acoso sexual 1997 encontró que las instituciones son responsables de los incidentes que estaba al tanto, si la institución cuenta con la información de que se cometió un caso de acoso sexual debe emprender acciones inmediatas.
- Derecho a la protección contra la discriminación en el lugar de trabajo

Ability discrimination, Americans With Disabilities Act (ADA ) y la Sección 504 del Acta de Rehabilitación de 1973.Individuals designated with a disability by a medical professional, legally recognized with a disability Los individuos designados con una discapacidad por un profesional médico, tienen derecho a la igualdad y de un trato justo.
- Derecho a la protección contra la discriminación por motivos de origen nacional en el empleo

Las personas tienen el derecho a la igualdad de trato independientemente de su origen nacional en los entornos de trabajo. siempre que sean ciudadanos o residentes de los Estados Unidos. [37][193] La Ley de Control de Inmigración y Reforma 1986 también prohíbe la discriminación basada en la ciudadanía.

## Rumania
Rumania es el país que tiene la mayor legislación de derechos estudiantes, los cuales actualmente están vigor. En 2011, la Alianza Nacional de Organizaciones de Estudiantes en Rumania, trabajó con el Gobierno Nacional Rumano para promulgar como ley el Código Nacional de los Derechos y Responsabilidades del Estudiante rumano. Este documento proporciona a los estudiantes rumanos con aproximadamente un centenar de derechos necesarios para garantizar el cumplimiento de estos derechos. Este documento incluye los siguientes derechos

### Educational Package Rights
- Derecho a la educación.
- Derecho para el estudiante cuente con una facultad de estudio.
- Derecho a oportunidades que desenvuelvan su personalidad.
- Derecho a oportunidades que el estudiante se desenvuelva en sociedad.
- Derecho a obtener las herramientas necesarias para encontrar y mantener un trabajo.
- Derecho a un contrato educativo .
- Derecho a un trato de igualdad entre compañeros.
- Derecho a la igualdad entre los estudiantes no importando si hay otros en desventaja.
- Derecho a la obtención de información clara y accesible.
- Derecho a una educación con calidad.
- Derecho a que el estudiante se involucre en las decisiones que toma la institución.
- Derecho a tener el registro de las calificaciones del estudiante de manera gratuita.
- Derecho a la información necesaria para que los estudiantes sepan sus derechos y responsabilidades.
- Derecho a que se le proporcione al estudiante el material necesario para su aprendizaje.
- Derecho a tener acomodaciones de alojamiento en el campus.
- Derecho al transporte proporcionado por la institución.
- Derecho a la alimentación por parte de la escuela.
- Derecho a una cobertura médica.
- Derecho a posponer o resumir los estudios.
- Derecho a transferirse de una universidad a otra.
- Derecho a la protección de información del estudiante.
- Derecho a que el horario de escuela dure ocho horas.

### Derecho de contrato
- Derecho a un contrato que dure durante el periodo que el estudiante se encuentre en esa escuela.
- Derecho a participar en programas escolares.
- Derecho a ser evualuado de manera ética.
- Derecho a ser evualuado como se ha instaurado en el curso.

### Derechos de igualdad
- Derecho a tener un trato digno al momento de inscribirse, hacer una prueba, etc.
- Derecho a tomar cualquier clase.
- Derecho a pedir ayuda financiera.
- Derecho a tener consejería.
- Derecho a contar con el apoyo de los consejeros.
- Derecho de estudiar con el idioma preferido por el estudiante.
- Derecho a tomar un examen de ubicación.
- Derecho a tener un programa educativo flexible y concreto.
- Derecho a tener asistencia médica.
- Derecho a tener un descuento del 50% en el transporte público.
- Derecho a tener un 75% de descuento en eventos organizados por la escuela.

### Responsabilidad y Derechos de Aseguramiento de Calidad
- El derecho a una educación con calidad.
- Derecho a las normas de calidad para los maestros.
- Derecho a normas de calidad para las evualuaciones.
- Derecho a la disponibilidad de información relacionada con los objetivos educativos establecidos.
- Derecho a participar en la evaluación de los profesores, cursos, seminarios, programas, etc.
- El derecho a acceder a los maestros.
- Derecho a que las evaluaciones se utilizan para la comparar la calidad y el cumplimiento de objetivos.
- El derecho a saber cómo matrícula, cuotas y otros cargos son determinados o justificados.
- Derecho a ser informado sobre el número, tipo y cantidad de cada comisión cobrada.
- Derecho a consulta con las organizaciones estudiantiles en temas de la educación superior.
- Derecho a la participación representativa.
- Derecho a un 25% de participación representativa en el Claustro Universitario y Consejo de Facultad.
- Derecho a la participación representativa en los consejos de la facultad y senados universitarios o estructuras de gobierno.
- Derecho a la participación representativa en la gestión de los servicios sociales, alojamiento y becas.
- Derecho a la participación representantes de los departamentos gubernamentales relacionados con los estudiantes.
- Derecho a la participación representativa en la elección y el nombramiento de un presidente institucional.
- Derecho a elecciones estudiantiles representativas y libres de la interferencia de los instructores y administradores.
- Derecho a servir como un representante de los estudiantes para un máximo de cuatro años, independientemente del rendimiento académico o la asistencia.
- Derecho a ser informado y consultado por representantes de los estudiantes en temas de gobernabilidad institucional.
- Derecho de las organizaciones de estudiantes para desarrollar un informe anual sobre el cumplimiento institucional con este código.
- Derecho a una respuesta anual al informe de cumplimiento que incluye mejoras propuestas y un calendario.

### Debido Proceso de los derechos
- Derecho a presentar quejas.
- Derecho a presentar quejas sobre el abuso de poder.
- Derecho a presentar quejas sobre el malas decisiones que se hayan tomado.
- El derecho a apelar ante un comité. El instructor que emitió la calificación no podrá formar parte de este comité.
- El derecho a solicitar una revisión de quejas por los organismos especializados.
- El derecho a estar presentes durante las audiencias de apelación.
- Derecho a la protección de la retribución al hacer una queja.
- Derecho a que todos los escritos o solicitudes estén registrados.
- Derecho a que todos los escritos y solicitudes sean contestados.

### Derechos a tener acceso a la información
- El derecho a acceder libremente a todos los materiales educativos disponibles en las bibliotecas universitarias o webs institucionales.
- Derecho a recibirun guía que contenga información sobre:
  - Derechos y responsabilidades de los estudiantes
  - Materiales y servicios proporcionados por la universidad
  - Métodos de evaluación
  - Justificación y los métodos utilizados para establecer los honorarios
  - Servicios de la universidad y de la facultad
  - Detalles acerca de las organizaciones estudiantiles
  - Maneras de becas con el acceso y otras facilidades financieras
- Derecho a recibir un programa de cinco páginas en donde las dos primeras semanas del semestre que contenga:
  - Objetivos del curso
  - Competencias generales o resultados que estudiantes han logrado
  - currículo
  - Syllabus
  - Métodos de evaluación y exámenes
- Derecho a recibir el plan de estudios, ya sea en formato electrónico o una copia física
- Derecho a la información en la escala utilizada para la evaluación de las habilidades
- Derecho a políticas institucionales que informan a los estudiantes de sus derechos
- Derecho a la normativa de acceso, decisiones, actas de reuniones y cualquier otro documento legal de la institución
- Derecho a recibir una copia de su diploma, tesis, etc.
- Derecho a la información sobre los criterios y métodos utilizados para identificar y evaluar la práctica procesional
- Derecho a la información sobre los criterios utilizados para evaluar la calidad de las clases y los programas académicos[157]

## El movimiento de los derechos de los estudiantes
Los estudiantes, tanto en Europa y Norteamérica comenzaron a llamar para la expansión de los derechos civiles y los derechos de los estudiantes durante la época de la Guerra de Vietnam. Establecieron derechos legales mediante la formación de sindicatos de estudiantes y las políticas institucionales. En Estados Unidos, por ejemplo , los estudiantes obtuvieron el derecho de conservar sus derechos civiles en las instituciones de educación superior. IEn Europa, este movimiento ha sido explosivo. Los estudiantes se han unido y han formado sindicatos en las distintas instituciones, tanto a nivel estatal como nacional y, finalmente, a nivel continental con la Unión Europea de Estudiantes. Han sido instrumental para decidir los derechos de los distintos países y en la UE en general. En 2011, por ejemplo , Rumania extendió un amplio proyecto de ley nacional de derechos estudiantiles que ofrecen a los estudiantes rumanos con un centenar de los derechos reunidos en un documento claro y de fácil acceso. Europa también ha establecido una legislación que establece los derechos de los estudiantes de la UE que estudian en otros países de la UE.
El movimiento estudiantil de Europea y de Estados Unidos han sido muy diferentes. Estas diferencias pueden ser un factor para determinar que los estudiantes europeos han tenido mayor éxito en la obtención de los derechos estudiantiles, desde el derecho al acceso a la educación gratuita , de estudiar libremente en otro país de la UE y derecho a ejercer sus derechos legales nacionales en las instituciones de educación superior.
Las diferencias entre los movimientos estudiantiles europeos y estadounidense 
- Existe diferentes niveles de representación estudiantil

El mandato de Estudiantes de la Unión Europea requiere que la ESU determine las demandas de los estudiantes y darlas a conocer a los legisladores. La Asociación Estudiantil de EE. UU. también tiene un mandato para amplificar la voz de los estudiantes en la toma de decisiones legales. La ESU se centra en la recopilación de las aportaciones de los estudiantes de todo el país, crea un proyecto de ley de derechos estudiantiles que permiten a los estudiantes a criticar, proponer propuestas de nuevos derechos y luego crea los recursos de información para que los estudiantes conozcan sus derechos. 
• Grupos estudiantiles institucionales: Una unión estudiantil Vs. un enfoque del gobierno estudiantil 
El movimiento estudiantil europeo y el movimiento de Estados Unidos también se diferencian a nivel local. En Europa la mayoría de las organizaciones estudiantiles se les conoce como sindicatos de estudiantes, los cuales están involucrados en favor por la obtención de los derechos de los estudiantes. En Estados Unidos estos se les conoce como los Gobiernos Estudiantiles o Asociaciones de Estudiantes y la atención se centra más en el aprendizaje del proceso democrático. El problema es, sin embargo, que la mayoría de los gobiernos estudiantiles solo tienen representación sobre el 20-25% en el Senado Académico y no cuentan con experiencia en los procesos democráticos que otros representantes institucionales tienen. Los gobiernos de los estudiantes se centran en enseñar a los estudiantes a ser líderes y participar en la democracia, donde los sindicatos se centran más en la determinación de la voz del estudiante y el logro de los derechos de los estudiantes a través de la representación.